# Baixada Maranhense
Baixada Maranhense is een van de 21 microregio's van de Braziliaanse deelstaat Maranhão. Zij ligt in de mesoregio Norte Maranhense en grenst aan de mesoregio's Oeste Maranhense in het noordwesten en westen en Centro Maranhense in het zuiden en de microregio's Itapecuru Mirim in het zuidwesteen, Rosário in het oosten en Litoral Ocidental Maranhense in het noordoosten. De microregio heeft een oppervlakte van ca. 17.579 km². Midden 2004 werd het inwoneraantal geschat op 506.511.
21 gemeenten behoren tot deze microregio:
| - Anajatuba - Arari - Bela Vista do Maranhão - Cajari - Conceição do Lago-Açu - Igarapé do Meio - Matinha - Monção - Olinda Nova do Maranhão - Palmeirândia - Pedro do Rosário | - Penalva - Peri Mirim - Pinheiro - Presidente Sarney - Santa Helena - São Bento - São João Batista - São Vicente Ferrer - Viana - Vitória do Mearim |

Mesoregio's: Centro Maranhense · Leste Maranhense · Norte Maranhense · Oeste Maranhense · Sul Maranhense

Microregio's: Aglomeração Urbana de São Luís · Alto Mearim e Grajaú · Baixada Maranhense · Baixo Parnaíba Maranhense · Caxias · Chapadas das Mangabeiras · Chapadas do Alto Itapecuru · Chapadinha · Codó · Coelho Neto · Gerais de Balsas · Gurupi · Imperatriz · Itapecuru Mirim · Lençóis Maranhenses · Litoral Ocidental Maranhense · Médio Mearim · Pindaré · Porto Franco · Presidente Dutra · Rosário